# یواس‌اس اوسپری (ای‌ام-۲۹)
یواس‌اس اوسپری (ای‌ام-۲۹) (به انگلیسی: USS Osprey (AM-29)) یک کشتی بود که طول آن ۱۸۷ فوت ۱۰ اینچ (۵۷٫۲۵ متر) بود. این کشتی در سال ۱۹۱۸ ساخته شد.